# Reimar Hans von Bülow
Reimar Hans von Bülow (* in Wieschendorf, getauft 22. Juni 1656 in Proseken; † 20. Dezember 1712 bei Gadebusch) war ein deutscher Offizier in dänischen Diensten, zuletzt Generalmajor.

## Leben
Reimar Hans von Bülow stammte aus dem weit verzweigten mecklenburgischen Uradelsgeschlecht von Bülow und war ein Sohn von Engelke von Bülow auf Wieschendorf und seiner Frau Dorothea, geb. von Negendanck. Sein genauer Geburtstag ist unbekannt, nur sein Taufdatum in der Dorfkirche Proseken ist verzeichnet. Er studierte ab 1672 an der Universität Rostock.
1683 wurde er Kaptajn und Kompaniechef in dem von Woldemar Freiherr von Löwendal im selben Jahr aufgestellten Dragonerregiment und diente in Norwegen und im Herzogtum Holstein. 1694 wurde er zum Major bei der Garde zu Fuß befördert. 1700 wurde er Adjutant des Befehlshabers der dänischen Truppen Herzogs Ferdinand von Württemberg, der in Holstein gegen das mit Schweden verbündete Schleswig-Holstein-Gottorf vorrückte. Der Frieden von Traventhal beendete Anfang August 1700 diese Phase des Großen Nordischen Krieges.
Bülow kehrte in sein altes Dragonerregiment, nun Livregiment Dragoner (Leibregiment Dragoner), zurück und wurde Oberstleutnant. Mit dem Regiment zog er zur Unterstützung der kaiserlichen Truppen nach Italien und Ungarn. 1708 kehrte er nach Dänemark zurück und wurde als Oberst Chef des nun so genannten Ungarischen Reiter-Regiments. In der für Dänemark unglücklichen Schlacht bei Helsingborg am 10. März 1710 zeichnete er sich besonders aus. Im selben Jahr wurde er zum Brigadegeneral ernannt.

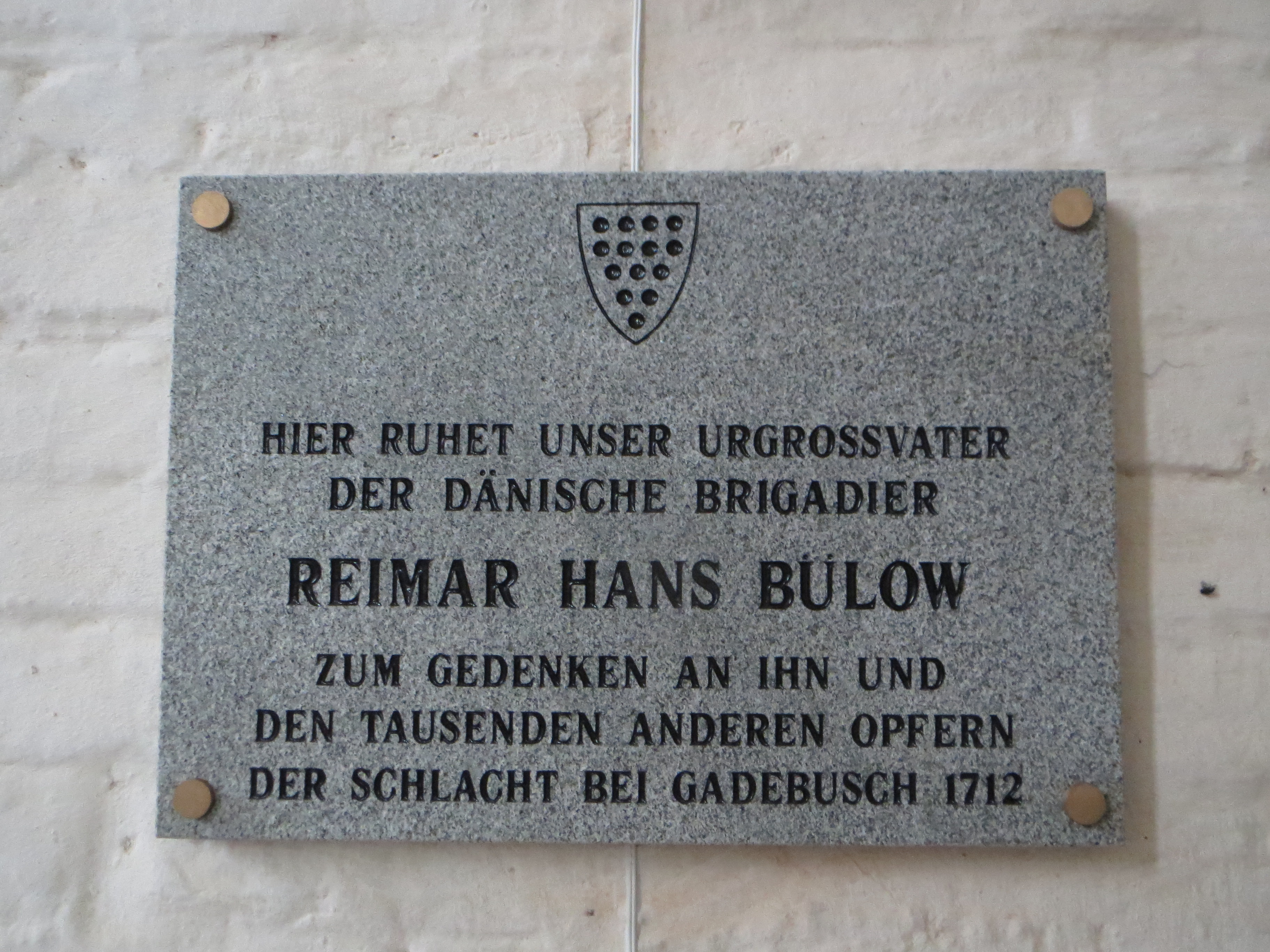
Gedenktafel in der Gadebuscher Kirche

1711/12 führte er sein Regiment in den Krieg Mecklenburg und Pommern. In der Schlacht bei Gadebusch am 20. Dezember 1712 wurde er tödlich verwundet. Er wurde in der Stadtkirche St. Jakob und St. Dionysius (Gadebusch) begraben.
Er war verheiratet mit Sophie Elisabeth, geb. von Bibow, einer Tochter des Hardenack von Bibow auf Westenbrügge und der Elisabeth Anna, geb. von Wintersheim. Zu den Kindern des Paares zählten Ludwig Wilhelm von Bülow, Carl Gustav von Bülow und Engelke von Bülow.